# Hogares Ferrocarrileros (San Luis Potosí)
 (avril 2025).
 (avril 2025).
La mise en forme du texte ne suit pas les recommandations de Wikipédia : il faut le « wikifier ».
Les points d'amélioration suivants sont les cas les plus fréquents. Le détail des points à revoir est peut-être précisé sur la page de discussion.
- Les titres sont pré-formatés par le logiciel. Ils ne sont ni en capitales, ni en gras.
- Le texte ne doit pas être écrit en capitales (les noms de famille non plus), ni en gras, ni en italique, ni en « petit »…
- Le gras n'est utilisé que pour surligner le titre de l'article dans l'introduction, une seule fois.
- L'italique est rarement utilisé : mots en langue étrangère, titres d'œuvres, noms de bateaux, etc.
- Les citations ne sont pas en italique mais en corps de texte normal. Elles sont entourées par des guillemets français : « et ».
- Les listes à puces sont à éviter, des paragraphes rédigés étant largement préférés. Les tableaux sont à réserver à la présentation de données structurées (résultats, etc.).
- Les appels de note de bas de page (petits chiffres en exposant, introduits par l'outil «  Source ») sont à placer entre la fin de phrase et le point final[comme ça].
- Les liens internes (vers d'autres articles de Wikipédia) sont à choisir avec parcimonie. Créez des liens vers des articles approfondissant le sujet. Les termes génériques sans rapport avec le sujet sont à éviter, ainsi que les répétitions de liens vers un même terme.
- Les liens externes sont à placer uniquement dans une section « Liens externes », à la fin de l'article. Ces liens sont à choisir avec parcimonie suivant les règles définies. Si un lien sert de source à l'article, son insertion dans le texte est à faire par les notes de bas de page.
- La présentation des références doit suivre les conventions bibliographiques. Il est recommandé d'utiliser les modèles {{Ouvrage}}, {{Chapitre}}, {{Article}}, {{Lien web}} et/ou {{Bibliographie}}. Le mode d'édition visuel peut mettre en forme automatiquement les références.
- Insérer une infobox (cadre d'informations à droite) n'est pas obligatoire pour parachever la mise en page.

Pour une aide détaillée, merci de consulter Aide:Wikification.
Si vous pensez que ces points ont été résolus, vous pouvez retirer ce bandeau et améliorer la mise en forme d'un autre article.
 (avril 2025).
Hogares Ferrocarrileros, également connu sous le nom de Hogares, est un ensemble résidentiel situé dans la municipalité de Soledad de Graciano Sánchez, faisant partie de la Zone Métropolitaine de San Luis Potosí, au Mexique. Fondé au début des années 1970, cet espace est né comme un lotissement destiné aux travailleurs des Ferrocarriles Nacionales de México, mais il a évolué avec le temps pour devenir une communauté dynamique et diverse, marquée par sa riche histoire et sa croissance constante.
L'ensemble s'organise en trois sections bien définies : Hogares Ferrocarrileros 1ʳᵉ section, Hogares Ferrocarrileros 2ᵉ section et Hogares Ferrocarrileros 3ᵉ section, chacune avec un caractère unique qui reflète à la fois le passage du temps et les changements sociaux et urbains qu'a connus la colonie.
L'une des caractéristiques qui distingue Hogares Ferrocarrileros est son système original de nomenclature. Les rues et avenues portent le nom de fleurs, d'arbres et de peuples indigènes du Mexique, ce qui leur confère non seulement une atmosphère pittoresque et naturelle, mais invite également à la réflexion sur la richesse culturelle du pays. Ce détail fait de la promenade dans ses rues une expérience visuellement attrayante et chargée de sens.
Aujourd'hui, Hogares Ferrocarrileros reste un lieu accueillant et plein de vie, où la tranquillité de ses habitants se mêle au dynamisme d'une zone qui continue de croître et de s'adapter aux besoins urbains. Son emplacement stratégique, son ambiance familiale et son identité liée au patrimoine ferroviaire en font une option unique dans la région, où l'histoire et la modernité se rencontrent de manière harmonieuse.

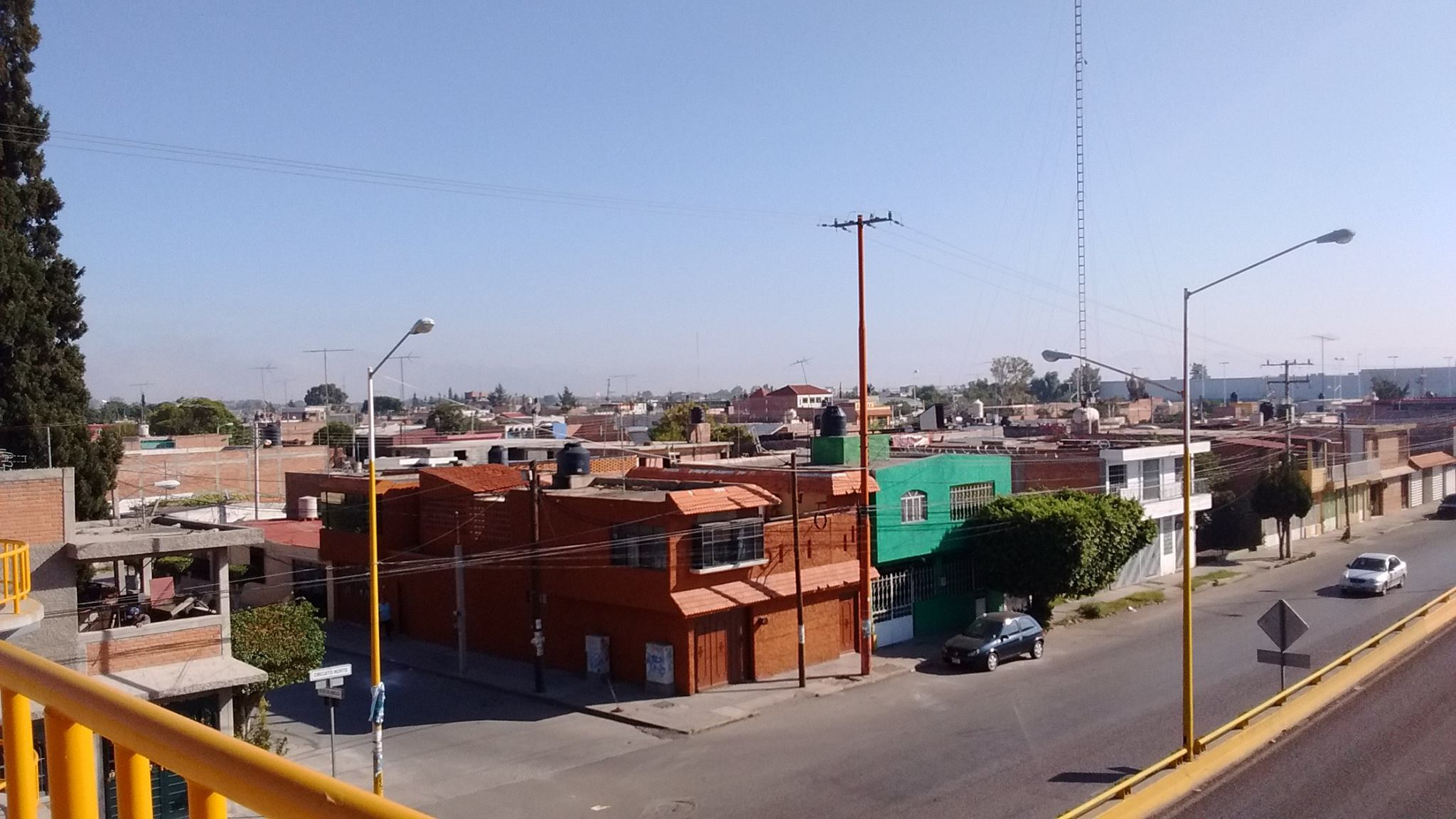
Vue de Hogares Ferrocarrileros 1à section depuis le pont peatonal routier Rioverde (octobre de 2016).

## Hogares Ferrocarrileros 1à section

### Origine et histoire
La première section de la colonie Hogares Ferrocarrileros, fondée dans les années 1970, est née comme un projet permettant à un groupe de travailleurs des Ferrocarriles Nacionales de México d'accéder à un logement grâce à des crédits hypothécaires. À ses débuts, la colonie était perçue avec une certaine méfiance en raison de son emplacement dans une zone montagneuse en périphérie de la ville de San Luis Potosí, une région qui, avec le temps, s'est consolidée comme un espace idéal pour la vie familiale et le développement communautaire.
Dans ses premières années, des rumeurs ont circulé sur la nature du terrain où étaient construites les maisons, alimentées par un étrange phénomène: une explosion suivie d’un dégagement de fumée dans la colonie voisine Fidel Velázquez, ce qui a conduit à des spéculations sur une possible activité volcanique dans la région. Cependant, il a été découvert plus tard que le bruit assourdissant était dû à l'explosion de matériel pyrotechnique, ce qui a valu à la colonie voisine le surnom de "El Polvorín". Cet épisode, désormais appartenant au passé, reflète l'évolution de Hogares Ferrocarrileros 1ʳᵉ Section en tant que communauté ayant grandi avec stabilité et dynamisme.

### Développement et Croissance
Avec le temps, la colonie a connu une croissance constante et des améliorations de son infrastructure. En son centre se trouvent le Jardín de Niños "Felipe Pescador", l'église catholique "El Señor de los Trabajos", ainsi que les terrains de sport "Carmenchu Vilet de Torres Corzo", des espaces clés pour l’éducation, le divertissement et la vie communautaire. De plus, la colonie a attiré l’installation d’entreprises et d’institutions importantes, telles que l’entrepôt de l’Instituto Mexicano del Seguro Social (IMSS) et l’usine d’Arca Continental Coca-Cola, contribuant ainsi au développement de la région.
La croissance urbaine a fait de Hogares Ferrocarrileros 1ʳᵉ Section une colonie stratégiquement située et bien connectée. Elle se trouve à proximité du Distribuidor Vial Benito Juárez, l'une des principales voies de communication de la ville, permettant un accès rapide à divers points d'intérêt. De plus, elle est à quelques minutes du centre historique de la capitale potosine et du centre historique de Soledad de Graciano Sánchez, facilitant ainsi l’accès aux services administratifs, culturels et récréatifs.

### Services et Qualité de Vie
Actuellement, la colonie est entourée d'une offre commerciale variée répondant aux besoins de ses habitants. Aux alentours, on trouve des supermarchés tels que H-E-B et Bodega Aurrera, ainsi que des magasins de détail comme Coppel, facilitant l’approvisionnement en produits et services. Pour ceux qui recherchent des options de bien-être et d’activité physique, des salles de sport comme Planet Fitness et Smart Fitness se sont installées à proximité, offrant des alternatives pour un mode de vie sain.
Grâce à son évolution et à son emplacement privilégié, Hogares Ferrocarrileros 1ʳᵉ Section s'est consolidée comme une colonie offrant une combinaison idéale de tranquillité, d'accessibilité et de services, ce qui en fait une option attrayante pour ceux qui cherchent à s'établir dans un environnement doté d'une infrastructure consolidée et d'une communauté en développement constant.

### Événements Significatifs en des Hogares Ferrocarrileros 1ª Section

#### Abattez du Plafond de l'Église
En 1993, l'église El Señor de los Trabajos a subi l'effondrement de son toit, un événement qui, heureusement, n'a pas entraîné de pertes humaines. À la suite de cet incident, un plan a été mis en place pour la reconstruction du toit, en priorisant une structure plus légère et résistante. En conséquence, un toit en tôle a été choisi, qui est resté en place depuis lors, offrant une plus grande sécurité et fonctionnalité au lieu de culte.

#### Incendie dans l'Expo Moroleón
Dans la matinée du 11 décembre 2018, un incendie de grande ampleur a surpris les habitants de la colonie, détruisant près de 200 stands de vêtements et de chaussures sur la Plaza de las Tres Huastecas, où se tenait l'Expo Moroleón. Le sinistre a affecté une surface de plus de mille mètres carrés, réduisant en cendres une grande quantité de marchandises.
Le feu s'est rapidement propagé dans la zone de stationnement située entre Arca Continental Coca-Cola et Híper Soriana Glorieta, mettant en danger d'autres établissements voisins. Grâce à l'intervention des Pompiers Métropolitains, entre 15 et 20 commerces ont pu être sauvés. L'intensité de l'incendie était telle que sa lueur et la dense colonne de fumée étaient visibles depuis différents points de la ville.
Après le contrôle de l'incendie, la Procuraduría Générale de l'État a mené les enquêtes pertinentes, déterminant que la cause de l'incendie était l'utilisation de bougies allumées à l'intérieur des stands, ce qui a provoqué les flammes. Malgré l'ampleur de l'incident et les lourdes pertes matérielles, aucune victime n'a été signalée.

### Résidents notables
- Juan Gerardo Hernández Rodríguez (1990) Ingénieur industriel et économiste par la UNAM, influencer et leader du comité vecinal.

## Hogares Ferrocarrileros 2à section
Il est la plus étendue des sections, limite au nord avec l'avenue Valentín Gómez Farías et l'avenue Tenochtitlán, au sud avec la route Rioverde, à l'est avec la rue Barrez du Yaqui et à l'ouest avec la rue Teotihuacán.
La deuxième section de Hogares Ferrocarrileros a été la suite des crédits hypothécaires que se leur ont attribués aux travailleurs de Ferrocarriles Nacionales de Mexico. Dans cette occasion outre des maisons ils s'ont offerts dúplex et condominios.
Cette section raconte avec l'Auditorie Luis Donaldo Colosio, l'Unité Sportive Luis Donaldo Colosio, l'Unité Sportive La Lechería, le Jardin d'Enfants Jesús García Couronne, l'École Primaire Profr. Jesús Silva Herzog, l'École Primaire Benito Juárez et l'École Secondaire Technicienne Ne. 31.

## Hogares Ferrocarrileros 3à section
Il est la plus petite des sections, limite au nord avec l'avenue Tenochtitlán, au sud avec la route Rioverde, à l'est avec la taise Lac de Texcoco et ouest avec la rue Barrez du Yaqui.
La troisième section de Hogares Ferrocarrileros compte avec l'École Primaire Profr. Juan Miranda Uresti et l'École Primaire Juana Ivoire Castro.